# Les Neuf Chapitres sur l'art mathématique
Ne doit pas être confondu avec le Traité mathématique en neuf sections de Qin Jiushao.

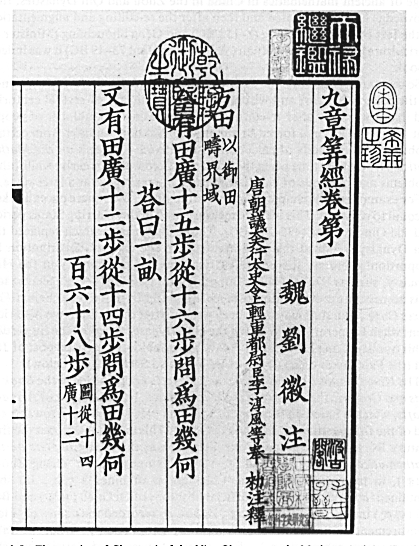
Les Neuf Chapitres sur l'art mathématique

Les Neuf Chapitres sur l'art mathématique (九章算術 ou 九章算术 ou Jiǔzhāng Suànshù) est un livre anonyme chinois de mathématiques, compilé entre le IIe siècle av. J.-C. et le Ier siècle av. J.-C. au début de la période Han sur la base de morceaux datant d'avant la  dynastie Qin. Plus ancien texte chinois après le Suàn shù shū, il est parvenu jusqu'à nous par le travail de copie des scribes et (des siècles plus tard) par impression. Un de ses commentaires les plus célèbres est celui de  Liu Hui écrit en 263. Cet ouvrage propose une approche des mathématiques qui se focalise sur la recherche de méthodes générales de résolution de problèmes.
Chaque chapitre comporte un ensemble de problèmes, suivis de leur solution et d'une explication de la procédure qui a mené à la solution.

## Contenu
1. Fang tian - Champs rectangulaires : aires de champs de diverses formes (rectangles, trapèzes, triangles, sections circulaires…) ; manipulation de fractions.
2. Su mi  - Millet et riz : échange de biens à différents tarifs ; estimation ; indéterminées.
3. Cui fen - Répartition proportionnelle : répartition de biens et d'argent selon le principe de proportionnalité.
4. Shao guang - La moindre largeur : division par divers nombres ; extraction de racines carrées et de racines cubiques ; dimensions, aire du cercle et volume de la sphère.
5. Shang gong - Réflexions sur les travaux : volumes de solides de diverses formes.
6. Jun shu -  Taxation équitable : problèmes plus complexes sur les proportions.
7. Ying bu zu - Excédent et déficit : problèmes linéaires résolus en utilisant le principe connu plus tard en Occident sous le nom de « méthode de la fausse position ».
8. Fang cheng - La disposition rectangulaire : problèmes à plusieurs inconnues, résolus selon un principe similaire à l'élimination de Gauss.
9. Gou gu - Base et altitude : problèmes faisant intervenir le résultat connu en Occident sous le nom de « théorème de Pythagore ».

## Analyse
La première apparition du titre Les Neuf Chapitres sur l'art mathématique a été retrouvée sur des marques de bronze datant de l'an 179[réf. nécessaire].
Les résultats présentés dans les Neuf Chapitres sont vraisemblablement antérieurs à leur écriture. Liu Hui a écrit un commentaire très détaillé de ce livre en 263. Il précisa notamment que des traités antérieurs furent écrits sous l'empereur Qin Shi Huang et influencèrent le contenu des Neuf Chapitres. Ses commentaires donnent une analyse mathématique des Neuf Chapitres visant à convaincre le lecteur de leur validité.
En 1983, des archéologues ouvrirent une tombe dans le Xian de Jiangling, dans la province de Hubei. Des preuves documentaires attestent que cette tombe a été close en 186 av. J.-C., au début de la dynastie Han. Y fut découvert un ancien texte chinois sur les mathématiques, le Suan shu shu, long de près de 7000 idéogrammes, écrit sur 190 bandes de bambou. Les relations entre les deux œuvres sont sujettes à discussion. Le texte du Suan shu shu est toutefois bien moins systématique dans sa structure que les Neuf Chapitres et semble être composé d'un certain nombre de textes courts, plus ou moins indépendants, tirés de plusieurs sources.

## Enjeux et interprétations
L'étude des Neuf Chapitres et des commentaires de Liu Hui permettent non seulement d'éclairer les questions d'antériorité des mathématiques chinoises relativement aux mathématiques occidentales, mais nous renseignent également sur la nature même de la science chinoise.
Pendant longtemps, la science chinoise fut en effet réputée n'être qu'un ensemble de « recettes » n'engageant aucune réflexion générale et abstraite sur le monde[réf. nécessaire]. Les travaux récents de Karine Chemla sur les Neuf Chapitres ouvrent de nouvelles perspectives sur la compréhension de la science chinoise. La lecture proposée par Karine Chemla suggère en effet que l'abstraction n'est pas absente de la science chinoise, mais qu'elle se présente sous une forme radicalement différente de celle qui a pu être développée en Occident.
La seconde question, celle de l'antériorité, est également éclairée par l'analyse des Neuf Chapitres. Selon certains spécialistes[réf. nécessaire], les connaissances mathématiques des civilisations chinoises et grecques se seraient développées indépendamment. En particulier, la méthode du chapitre 7 était inconnue en Europe avant le XIIIe siècle et la méthode du chapitre 8 n'y a pas été redécouverte avant le XVIe siècle. Selon d'autres spécialistes, les ressemblances de certaines méthodes entre les textes grecs et les Neuf Chapitres suggèrent que celles-ci sont antérieures aux deux civilisations. En particulier, van der Waerden souligne la même erreur dans le calcul dans l'aire d'une portion de disque dans le Fang Tian et chez Héron d'Alexandrie.

### Ouvrages cités
- Karine Chemla et Guo Shuchun, Les neuf chapitres : Le classique mathématique de la Chine ancienne et ses commentaires [détail de l’édition]Traduction française avec des addenda détaillés et une édition commentée du texte chinois du livre et de son commentaire.
- (en) Kangshen Shen, John N. Crossley (en) et Anthony Wah-Cheung Lun, The Nine Chapters on the Mathematical Art : Companion & Commentary, OUP, 1999, 596 p. (ISBN 978-0-19-853936-0, lire en ligne)Une traduction complète en anglais et une étude des Neuf Chapitres et du commentaire de Liu Hui est disponible dans le livre.